# دماغه بارانوف
دماغه بارانوف (انگلیسی: Cape Baranov) یک دماغه در ناحیه سرزمین کراسنویارسک کشور روسیه است.